# Zajączkowo (Pomerania Occidental)
Zajączkowo [pronunciación en polaco: /zajɔnt͡ʂˈkɔvɔ/] (anteriormente en alemán Alt Sanskow) es un pueblo ubicado en el distrito administrativo de Gmina Połczyn-Zdrój, dentro del Condado de Świdwin, Voivodato de Pomerania Occidental, en el norte de Polonia occidental. Se encuentra aproximadamente a 6 kilómetros al suroeste de Połczyn-Zdrój, a 19 kilómetros al este de Świdwin, y a 103 kilómetros al este de la capital regional Szczecin.
Antes de 1945, el área fue parte de Alemania. Para la historia de la región, vea Historia de Pomerania.